# 코카서스장수풍뎅이

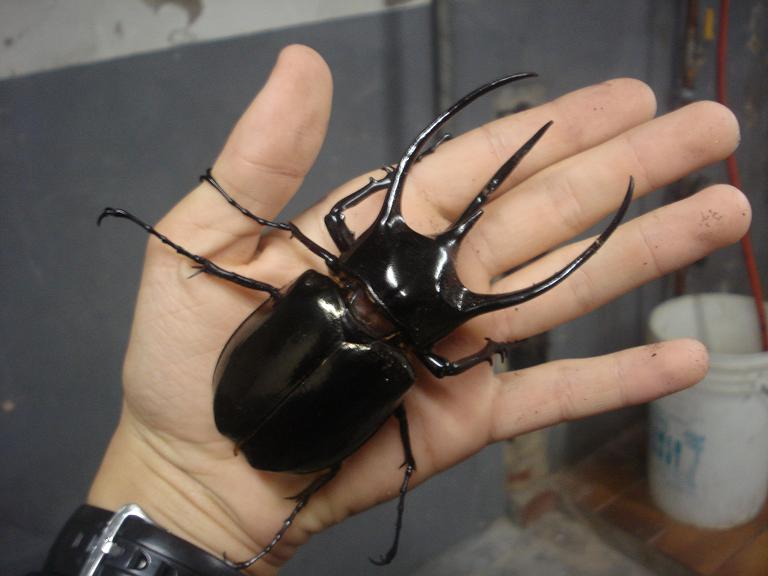
손바닥과 비교한 케이론청동장수풍뎅이의 크기

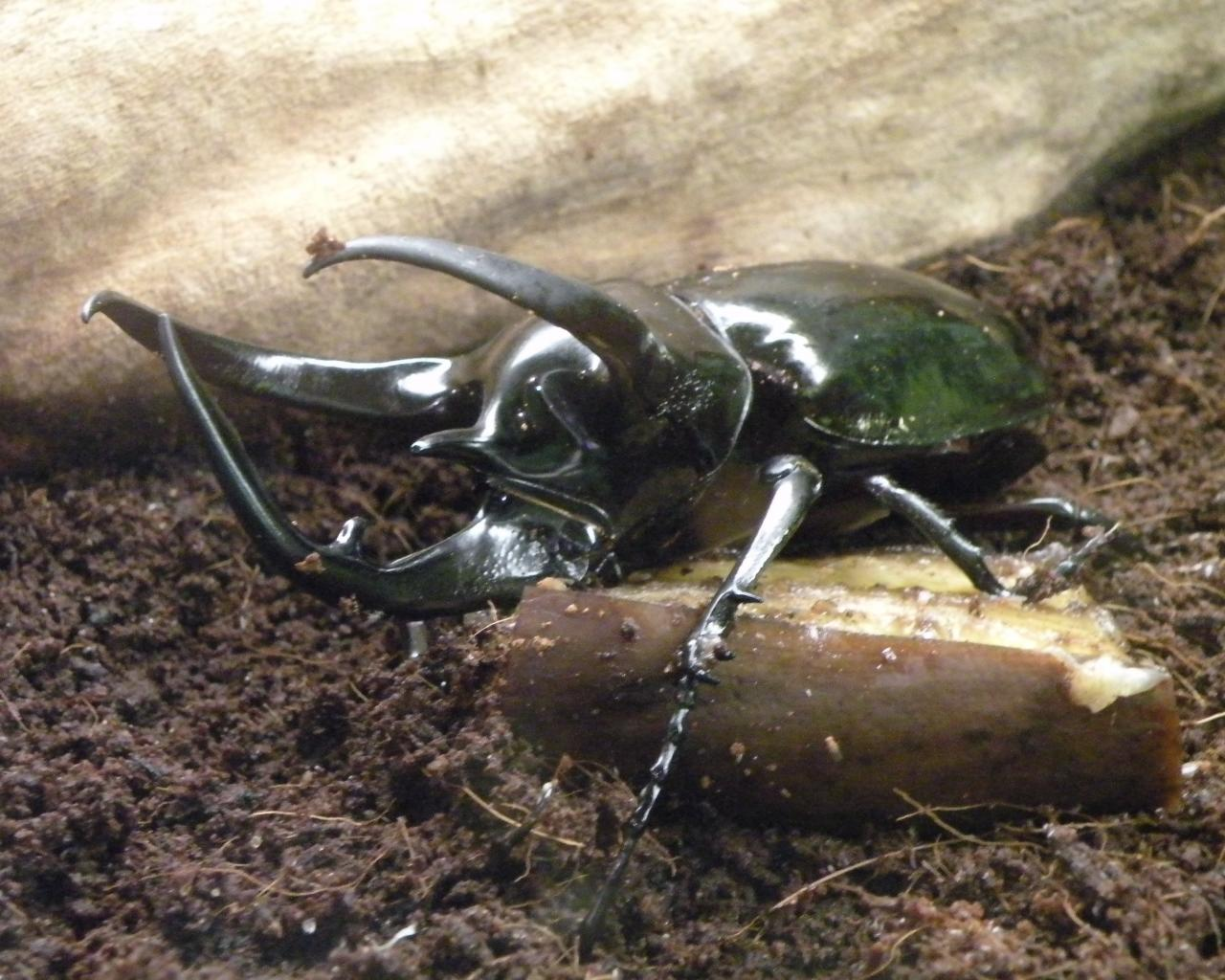
수컷

키론장수풍뎅이(Chalcosoma chiron)는 동남아시아에서 서식하는 대형 장수풍뎅이 종으로, 장수풍뎅이아과에 속한다.

## 특징
키론청동장수풍뎅이의 몸길이는 수컷 45~135mm, 암컷 50~74mm으로 헤라클레스장수풍뎅이보다 작고 아틀라스장수풍뎅이와 거의 같은 형태이지만 수컷의 머리뿔 중간에 돌기가 하나 추가로 발달하는 것이 특징이다. 그러나 소형 개체에서는 이 형질이 발현되지 않는 경우가 많아서 정확한 동정이 어렵다. 3개의 뿔이 있으며, 위의 두개는 흉부에 나 있고, 하나는 머리에 붙어있는 두각으로, 삼각 구조를 이룬다. 성충은 해발 1,000m가 넘는 열대우림에 '로탄(Rotan)'이라 불리는 야자나무과(Palmae) 식물 또는 아카시아의 수액에 모여든다. 애벌레는 부엽토를 먹고 자라며 나무 안이나 밑의 흙에 방을 만들고 번데기가 된다.

## 분포
키론청동장수풍뎅이는 동남아시아 장수풍뎅이 대표종으로, 자와섬, 수마트라, 말레이반도, 미얀마, 태국 등 대부분 동남아시아에 걸쳐 살고있다.

## 학명
키론청동장수풍뎅이는 1801년에 곤충학자 파브리시우스에 의해 Chalcosoma caucasus라는 학명으로 발표되어 잘 알려졌지만, 1789년에 이미 올리비에(Olivier)라는 학자에 의해 Chalcosoma chiron이란 학명으로 먼저 발표되었기 때문에, Chalcosoma chiron이 선취 학명으로 인정되었다. 종명인 키론(Chiron)은 그리스 신화에 등장하는 반인반마 켄타우로스의 일족으로 지혜롭고 선량하였으나 헤라클레스의 잘못 쏜 독화살을 맞고 죽음을 맞이한다.

## 아종
키론장수풍뎅이는 4개의 아종이 알려져 있다.
- Chalcosoma chiron chiron (Olivier, 1789)) : 인도네시아 자와섬 일대
- Chalcosoma chiron kirbii (Hope, 1831)) : 말레이시아 서부
- Chalcosoma chiron belangeri (Guérin-Méneville, 1834) : 인도차이나 반도-말레이 반도 북부의 랑카위 섬
- Chalcosoma chiron janssensi (Beck, 1937) : 인도네시아 수마트라섬 일대

## 같이 보기
- 헤라클레스왕장수풍뎅이
- 아틀라스청동장수풍뎅이